# U Cephei
U Cephei är en kortperiodisk förmörkelsevariabel av Algol-typ i stjärnbilden Cepheus. 
Stjärnan har en magnitud som varierar mellan +6,75 och +9,24 med en period på 2,4930475 dygn.